# Caecilia perdita
Espèce
Statut de conservation UICN

 LC  : Préoccupation mineure
Caecilia perdita est une espèce de gymnophiones de la famille des Caeciliidae. 

## Répartition
Cette espèce est endémique des plaines Pacifique de l'Ouest de la Colombie. Elle se rencontre entre 70 et 300 m d'altitude dans les bassins du río Atrato et du río San Juan.

## Publication originale
- Taylor, 1968 : The Caecilians of the World: A Taxonomic Review. Lawrence, University of Kansas Press.